# Olympische Winterspiele 1994/Teilnehmer (Niederlande)
| Gelbes Symbol für Goldmedaillen mit stilisierten Olympischen Ringen | Graues Symbol für Silbermedaillen mit stilisierten Olympischen Ringen | Braundes Symbol für Bronzemedaillen mit stilisierten Olympischen Ringen |
| ------------------------------------------------------------------- | --------------------------------------------------------------------- | ----------------------------------------------------------------------- |
| —                                                                   | 1                                                                     | 3                                                                       |

Die Niederlande nahmen an den Olympischen Winterspielen 1994 im norwegischen Lillehammer mit 21 Athleten, dreizehn Männer und acht Frauen, in vier Sportarten teil.
Es war die 15. Teilnahme der Niederlande an Olympischen Winterspielen.

## Flaggenträger
Die Eisschnellläuferin Christine Aaftink trug die Flagge der Niederlande während der Eröffnungsfeier im Skisprungstadion.

## Medaillen
Mit insgesamt einmal Silber und dreimal Bronze belegte die Niederlande Platz 18 im Medaillenspiegel.

### Silber
| Athlet/inn/en | Sportart       | Wettkampf      |
| ------------- | -------------- | -------------- |
| Rintje Ritsma | Eisschnelllauf | Männer, 1500 m |

### Bronze
| Athlet/inn/en  | Sportart       | Wettkampf        |
| -------------- | -------------- | ---------------- |
| Rintje Ritsma  | Eisschnelllauf | Männer, 5000 m   |
| Falko Zandstra | Eisschnelllauf | Männer, 1500 m   |
| Bart Veldkamp  | Eisschnelllauf | Männer, 10.000 m |

## Teilnehmer nach Sportarten

### Bob
| Athleten              | Wettbewerb | Lauf 1  | Lauf 1 | Lauf 2  | Lauf 2 | Lauf 3  | Lauf 3 | Lauf 4  | Lauf 4 | Gesamt      | Gesamt |
| Athleten              | Wettbewerb | Zeit    | Rang   | Zeit    | Rang   | Zeit    | Rang   | Zeit    | Rang   | Zeit        | Rang   |
| --------------------- | ---------- | ------- | ------ | ------- | ------ | ------- | ------ | ------- | ------ | ----------- | ------ |
| Männer                |            |         |        |         |        |         |        |         |        |             |        |
| Rob Geurts Rob de Wit | Zweierbob  | 53,52 s | 23     | 53,90 s | 26     | 53,76 s | 24     | 53,89 s | 23     | 3:35,07 min | 24     |

### Eisschnelllauf
| Athleten           | Wettbewerbe | Zeit         | Rang   |
| ------------------ | ----------- | ------------ | ------ |
| Frauen             |             |              |        |
| Christine Aaftink  | 500 m       | 41,01 s      | 19     |
| Christine Aaftink  | 1000 m      | 1:22,16 min  | 20     |
| Tonny de Jong      | 1500 m      | 2:05,18 min  | 10     |
| Tonny de Jong      | 3000 m      | 4:25,88 min  | 11     |
| Tonny de Jong      | 5000 m      | 7:36,07 min  | 11     |
| Annamarie Thomas   | 1000 m      | 1:20,94 min  | 14     |
| Annamarie Thomas   | 1500 m      | 2:03,70 min  | 5      |
| Annamarie Thomas   | 3000 m      | 4:19,82 min  | 5      |
| Annamarie Thomas   | 5000 m      | 7:32,39 min  | 10     |
| Carla Zijlstra     | 1500 m      | 2:08,49 min  | 22     |
| Carla Zijlstra     | 3000 m      | 4:23,42 min  | 9      |
| Carla Zijlstra     | 5000 m      | 7:29,42 min  | 7      |
| Männer             |             |              |        |
| Martin Hersman     | 1500 m      | 1:53,59 min  | 8      |
| Arie Loef          | 500 m       | 37,52 s      | 24     |
| Arie Loef          | 1000 m      | 1:15,12 min  | 22     |
| Rintje Ritsma      | 1500 m      | 1:51,99 min  | Silber |
| Rintje Ritsma      | 5000 m      | 6:43,94 min  | Bronze |
| Rintje Ritsma      | 10.000 m    | 14:09,28 min | 7      |
| Arjan Schreuder    | 500 m       | 38,33 s      | 37     |
| Arjan Schreuder    | 1000 m      | 1:15,19 min  | 24     |
| Jeroen Straathof   | 1500 m      | 1:53,70 min  | 9      |
| Nico van der Vlies | 500 m       | 37,94 s      | 31     |
| Nico van der Vlies | 1000 m      | 1:14,29 min  | 15     |
| Gerard van Velde   | 500 m       | 37,45 s      | 21     |
| Gerard van Velde   | 1000 m      | 1:13,81 min  | 9      |
| Bart Veldkamp      | 5000 m      | 6:49,00 min  | 5      |
| Bart Veldkamp      | 10.000 m    | 13:56,73 min | Bronze |
| Falko Zandstra     | 1500 m      | 1:52,38 min  | Bronze |
| Falko Zandstra     | 5000 m      | 6:44,58 min  | 4      |
| Falko Zandstra     | 10.000 m    | 13:58,25 min | 4      |

### Freestyle-Skiing
| Athleten          | Wettbewerbe | Qualifikation | Qualifikation | Finale        | Finale        | Rang |
| Athleten          | Wettbewerbe | Punkte        | Rang          | Punkte        | Rang          | Rang |
| ----------------- | ----------- | ------------- | ------------- | ------------- | ------------- | ---- |
| Männer            |             |               |               |               |               |      |
| Michiel de Ruiter | Aerials     | 168,39        | 17            | ausgeschieden | ausgeschieden | 17   |

### Shorttrack
| Athleten                                                                     | Wettbewerbe    | Vorlauf     | Vorlauf | Viertelfinale | Viertelfinale | Halbfinale    | Halbfinale    | Finale        | Finale        | Rang |
| Athleten                                                                     | Wettbewerbe    | Zeit        | Rang    | Zeit          | Rang          | Zeit          | Rang          | Zeit          | Rang          | Rang |
| ---------------------------------------------------------------------------- | -------------- | ----------- | ------- | ------------- | ------------- | ------------- | ------------- | ------------- | ------------- | ---- |
| Frauen                                                                       |                |             |         |               |               |               |               |               |               |      |
| Penèlope di Lella                                                            | 500 m          | 48,44 s     | 4       | ausgeschieden | ausgeschieden | ausgeschieden | ausgeschieden | ausgeschieden | ausgeschieden | 26   |
| Penèlope di Lella                                                            | 1000 m         | 1:47,54 min | 4       | ausgeschieden | ausgeschieden | ausgeschieden | ausgeschieden | ausgeschieden | ausgeschieden | 26   |
| Anke Jannie Landman                                                          | 500 m          | 48,36 s     | 3       | ausgeschieden | ausgeschieden | ausgeschieden | ausgeschieden | ausgeschieden | ausgeschieden | 19   |
| Anke Jannie Landman                                                          | 1000 m         | 1:58,09 min | 4       | ausgeschieden | ausgeschieden | ausgeschieden | ausgeschieden | ausgeschieden | ausgeschieden | 28   |
| Penèlope di Lella Priscilla Ernst Anke Jannie Landman Esmeralda Ossendrijver | 3000-m-Staffel | —           | —       | —             | —             | 4:45,56 min   | 3             | 4:45,40 min   | 3             | 6    |
| Männer                                                                       |                |             |         |               |               |               |               |               |               |      |
| Erik Duyvelshoff                                                             | 500 m          | 45,83 s     | 3       | ausgeschieden | ausgeschieden | ausgeschieden | ausgeschieden | ausgeschieden | ausgeschieden | 22   |
| Erik Duyvelshoff                                                             | 1000 m         | 1:34,37 min | 3       | ausgeschieden | ausgeschieden | ausgeschieden | ausgeschieden | ausgeschieden | ausgeschieden | 23   |